# Adam Jones (baseballista)
Adam La Marque Jones (ur. 1 sierpnia 1985) – amerykański baseballista występujący na pozycji środkowozapolowego w Arizona Diamondbacks.

## Przebieg kariery
Jones został wybrany w 2003 roku w pierwszej rundzie draftu z numerem 37. przez Seattle Mariners i początkowo występował w klubach farmerskich tego zespołu, między innymi w Tacoma Rainiers, reprezentującym poziom Triple-A. W Major League Baseball zadebiutował 14 lipca 2006 w meczu przeciwko Toronto Blue Jays. W lutym 2008 w ramach wymiany zawodników przeszedł do Baltimore Orioles.
W sezonie 2009 po raz pierwszy w karierze wystąpił w Meczu Gwiazd i otrzymał Złotą Rękawicę. W maju 2012 podpisał nowy, sześcioletni, najwyższy w historii klubu kontrakt wart 85,5 miliona dolarów. W sezonie 2012 po raz drugi wystąpił w All-Star Game, a także zdobył Złotą Rękawicę. W styczniu 2013 został powołany do składu reprezentacji Stanów Zjednoczonych na turniej World Baseball Classic. W tym samym roku został pierwszym w historii klubu zapolowym, który otrzymał nagrodę Silver Slugger Award. W sierpniu 2014 został powołany do składu Major League All-Star na tournée do Japonii, które odbyło się w dniach 11–20 listopada 2014.
W marcu 2019 został zawodnikiem Arizona Diamondbacks.

## Nagrody i wyróżnienia
| Nagroda/wyróżnienie  | Lata                         | Źródło             |
| 5× All-Star          | 2009, 2012, 2013, 2014, 2015 | [ 3 ]              |
| 4× Gold Glove Award  | 2009, 2012, 2013, 2014       | [ 5 ] [ 7 ] [ 11 ] |
| Silver Slugger Award | 2013                         | [ 9 ]              |